# Sippar
Sippar (in sumero Zimbir, pronuncia sippir, che significa: "città uccello") fu un'antica città mesopotamica, di cultura prima sumerica e poi babilonese.
Sorgeva nel sito del moderno Tell Abu Habbah (Governatorato di Babilonia), sulla riva orientale del fiume Eufrate, nel punto in cui i due fiumi Tigri ed Eufrate più si avvicinano fra loro (a circa 60 km a nord di Babilonia e 30 km a sudovest di Baghdad).
La sua posizione ne giustificava la vocazione prettamente commerciale.
Gli antichi egizi la chiamavano Tephzer.
Si è ipotizzato che corrispondesse alla biblica Sepharvaim del Vecchio Testamento, dove si allude alle due parti abbinate della città.
Nei Babyloniaka del sacerdote caldeo Berosso, si narra di come Crono, prima del Diluvio, avesse ordinato a Xisuthros di salvare tutti i libri prodotti dal genere umano a proposito delle cose passate, presenti e future: a tale scopo, Xisuthros avrebbe dovuto nasconderli a Sippar, nel tempio del Dio Sole. Negli ultimi decenni del Novecento, le indagini archeologiche condotte sul sito dell'antica città hanno effettivamente rivelato l'esistenza di una biblioteca risalente al VI sec. a.C., pressoché intatta: i testi ivi raccolti, riguardanti argomenti religiosi, letterari, storici, lessicali, matematici, medici e non solo, sono talvolta corredati da colofoni che, una volta indagati, molto potranno far conoscere delle pratiche scribali del Vicino Oriente.

## Storia
Sebbene nel sito siano state ritrovate migliaia di tavolette cuneiformi, si sa relativamente poco della storia di Sippar.
Come spesso accadeva in Mesopotamia, era parte di un sistema di due città abbinate, separate da un fiume.
Sippar sorgeva sulla sponda orientale dell'Eufrate, mentre la sua città gemella, Sippar-Amnanum (odierno Tell ed-Dêr), sorgeva sulla sponda occidentale, a circa 7 km di distanza.
Anche se i ritrovamenti ceramici indicano che il sito di Sippar era già in uso nel periodo di Uruk, un'occupazione stabile e sostanziale avvenne solamente a partire dal periodo protodinastico nel III millennio a.C. Il sito continuò ad essere occupato nel II millennio a.C., nel periodo antico-babilonese e nel I millennio a.C., in epoca neobabilonese, fino alle età achemenide, seleucide e partica.
Sippar fu luogo di culto del dio del sole (sumero Utu, accadico Šamaš) e la sede del suo tempio E-babbara.

### Sovrani di Sippar
Nella lista reale sumerica si cita un re di Sippar, En-men-dur-ana, fra i sovrani della regione del periodo protodinastico, ma di lui non è stata ancora ritrovata alcuna testimonianza epigrafica.
Sumu-la-El di Babilonia ricorda che, nel suo ventinovesimo anno di regno, costruì le mura di Sippar.
Alcuni anni più tardi, Hammurabi di Babilonia riporta di aver gettato le fondamenta delle mura di Sippar nel suo XXIII anno di regno e di essere in seguito nuovamente intervenuto sulle mura.
Lo stesso fece il suo successore a Babilonia, Samsu-iluna, nel suo I anno di regno.
Le mura della città, essendo realizzate con mattoni di fango, richiedevano molte manutenzioni.
Registrazioni di Nabucodonosor II e Nabonedo riportano che essi ripararono il tempio di Šamaš E-babbara.

### Congetture antiche su Sippar
Berosso riporta che Ziusudra (o Xisuthros), il "Noè caldeo" della mitologia sumera, seppellì i registri del mondo antidiluviano a Sippar, forse perché si riteneva che il nome di Sippar fosse correlato a sipru, "una scrittura". 
Secondo Abideno, Nabucodonosr II fece scavare un grande bacino nei dintorni.
Plinio il Vecchio (Naturalis Historia 6.30.123) menziona una setta (o una scuola) caldea chiamata gli Hippareni. Si è spesso ipotizzato che questo nome faccia riferimento a Sippar (soprattutto per il fatto che anche le altre due scuole citate sembrano essere chiamate da nomi di città: gli Orcheni da Uruk e i Borsippeni da Borsippa), ma questa ipotesi non è universalmente accettata.

## Archeologia

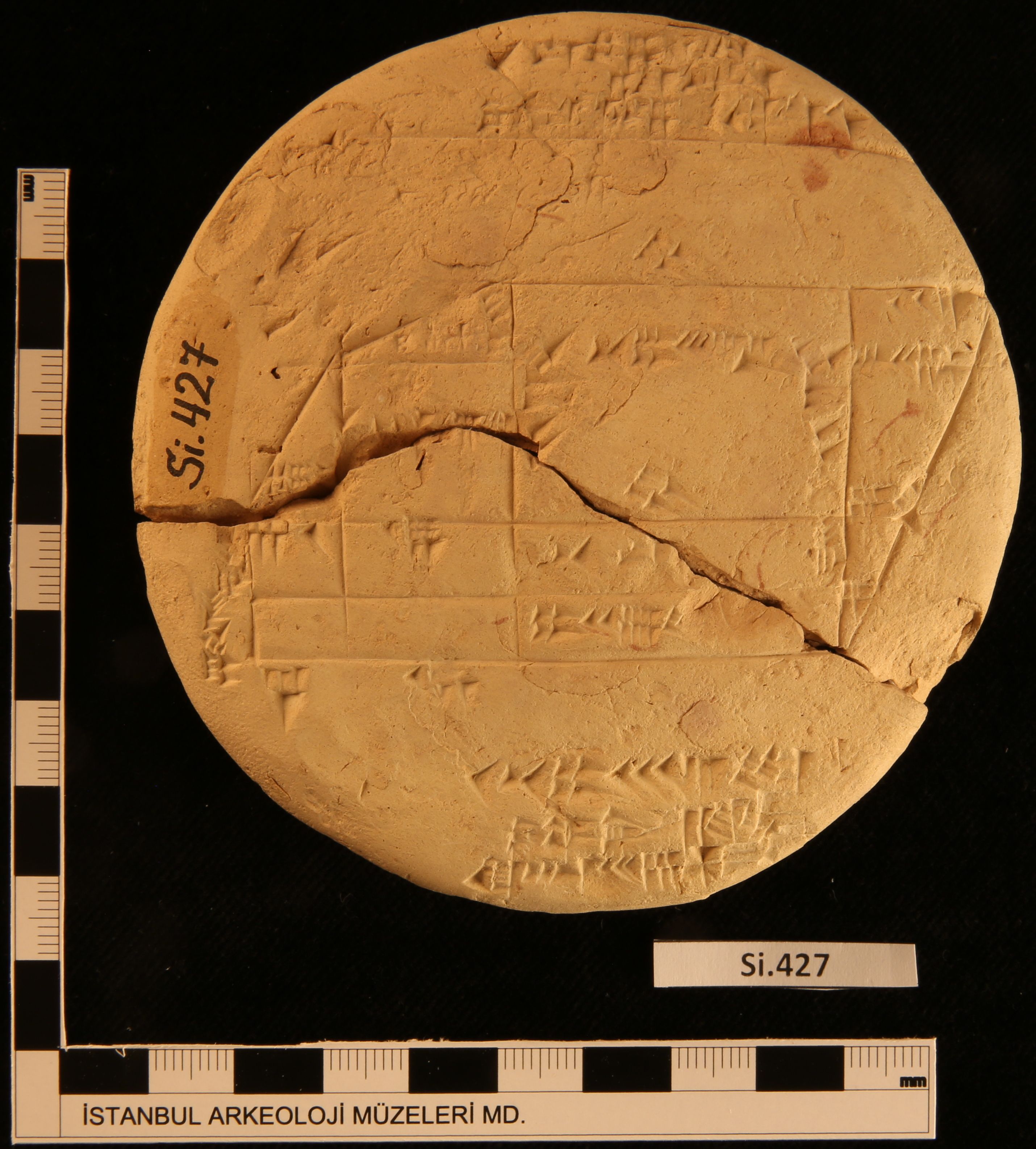
Si.427, una tavola scoperta in Sippar nel 1894, rappresenta uno schema di agrimensura. La superficie è divisa in 11 appezzamenti e sono rappresentate formule matematiche. Il reperto rappresenta l'utilizzo di calcoli pitagorici prima della tradizionale scoperta della formula da parte di Pitagora.

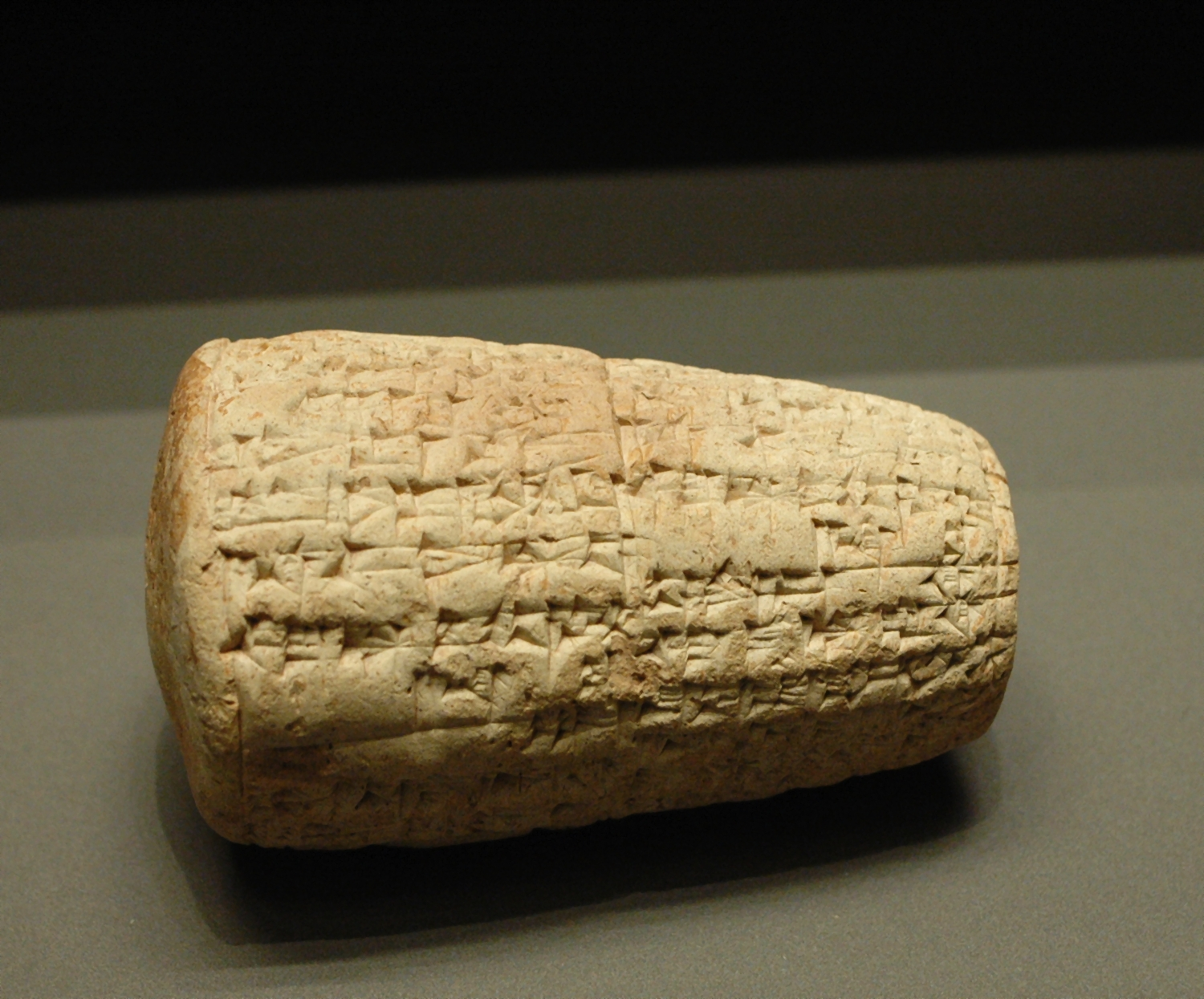
Cono commemorativo in argilla di Hammurabi, proveniente da Sippar, Museo del Louvre

Il sito archeologico di Tell Abu Habba misura oltre 1 chilometro quadrato.
In esso i primi scavi furono compiuti da Hormuzd Rassam tra il 1880 e il 1881 per conto del British Museum in una campagna di scavo che durò 18 mesi.
In questa campagna furono recuperate decine di migliaia di tavolette, tra le quali vi era la Tavoletta di Šamaš nel Tempio di Šamaš/Utu.
La maggior parte delle tavolette erano in neo-babilonese.
Il tempio era stato menzionato sin dal XVIII anno di regno di Samsu-iluna di Babilonia, che riportava di aver restaurato l'Ebabbar, il tempio di Šamaš a Sippar, assieme alla ziggurat della città.
Le tavolette che furono consegnate al British Museum sono tuttora studiate.
Come accadeva spesso ai primordi dell'Archeologia, i diari di scavi non furono tenuti, né tantomeno vennero segnati i punti esatti di rinvenimento. Questo rende difficile distinguere con certezza le tavolette che provenivano da Sippar-Amnanum rispetto a quelle provenienti dalla Sippar vera e propria.
Altre tavolette provenienti da Sippar furono acquistate al mercato libero in quel periodo e finirono disperse in diverse istituzioni quali il British Museum e l'Università di Pennsylvania.
Dal momento che il sito è relativamente vicino a Baghdad, esso era un bersaglio popolare per gli scavi clandestini.
Nel 1894, Sippar fu brevemente scavata da Jean-Vincent Scheil.
Le tavolette recuperate, principalmente in antico babilonese, furono destinate al Museo di Istanbul.
In tempi moderni, il sito fu scavato da una missione belga dal 1972 al 1973.
Gli archeologi iracheni del College of Arts dell'Università di Baghdad, hanno operato a Tell Abu Habbah dal 1977 ad oggi, durante 24 stagioni di scavo.
Dopo il 2000, ad essi si unì l'Istituto archeologico germanico.